# Сугари-но онтати
Сугари-но онтати (яп. 須 賀 利 御 太 刀, Sugari no Ontachi) — меч, входящий в регалии императорской семьи Японии.
В отличие от легендарного меча Кусанаги-но цуруги, которого реально не существует (вероятно, он утонул в морском сражении во время войны Гэмпэй, и заменён на копию), сугари-но онтати постоянно хранится в храме Исэ (префектура Миэ), но используется только в церемонии восхождения на трон нового императора. Во время этой церемонии также используется перо красноногого ибиса.
Сугари-но онтати введён в число регалий императорской семьи императрицей Дзито (даты правления — с 1 октября 686 по 22 августа 697 года ).